# Мануйлівська сільська рада (Приморський район)
| Мануйлівська сільська рада — колишній орган місцевого самоврядування у Приморському районі Запорізької області з адміністративним центром у с. Мануйлівка. Історична дата утворення: 1861 рік. Водойми на території сільради: р. Корсак. Сільській раді підпорядковані населені пункти: - с. Мануйлівка - с. Калинівка - с. Петрівка |

## Склад ради
Рада складалася з 16 депутатів та голови.
Партійний склад ради: Партія регіонів — 10, КПУ — 2, Всеукраїнське об'єднання «Батьківщина» — 2, Народна Партія — 1, Партія промисловців і підприємців України — 1.

### Керівний склад ради
| ПІБ                       | Основні відомості                                                                                     | Дата обрання | Дата звільнення |
| ------------------------- | --- | ------------ | --------------- |
| Рулевська Віра Степанівна | Сільський голова, 1959 року народження, освіта, член Соціал-демократичної партії України (об'єднаної) | 26.03.2006   | 31.10.2010      |
| Рулевська Віра Степанівна | Сільський голова, 1959 року народження, освіта вища, член Партії регіонів                             | 31.10.2010   |                 |

Примітка: таблиця складена за даними джерела